# Prosternación

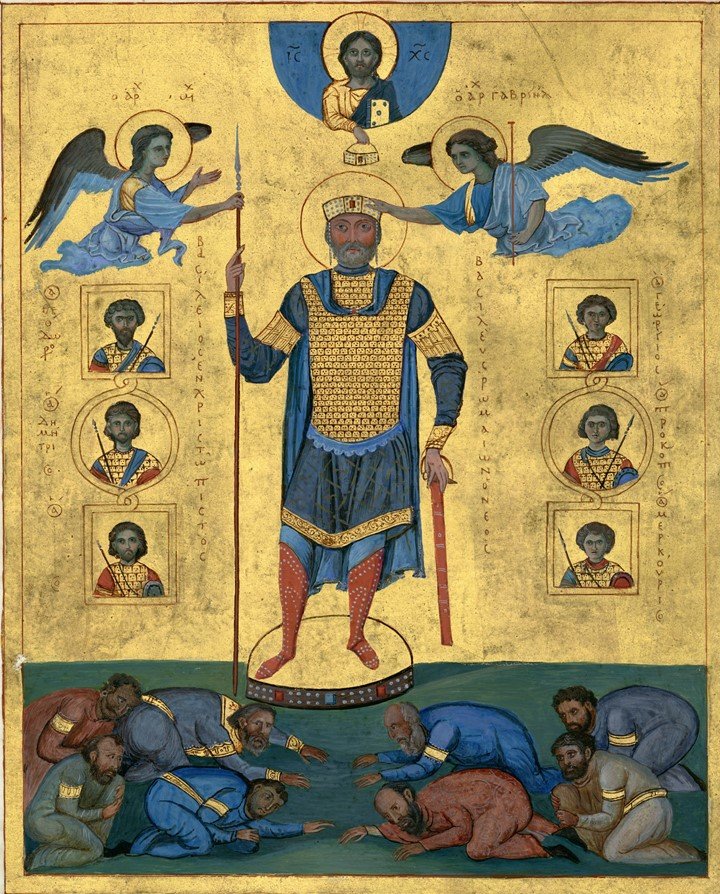
El emperador bizantino Basilio II de Bizancio coronado por los ángeles enviados por Dios y reverenciado por sus súbditos con la prosternación.

La prosternación es la acción o gesto ritual de doblar la rodilla para tumbarse a tierra (decúbito prono) en señal de adoración, sumisión, respeto o súplica. Se trata, generalmente, de un gesto de súplica que se dirige a un ser superior (como un dios o un santo), a una persona que ejerce el poder sobre el prosternado (como un rey) o delante de un símbolo o representación de un poder o entidad ya sea divino o sobrenatural.
La prosternación típica se distingue claramente de otras acciones menores de reverencia o de rodillas por llegar a tocar el suelo la parte del cuerpo por encima de la rodilla, especialmente las manos. Las principales religiones del mundo emplean la prosternación como un acto de sumisión o adoración a un ser supremo o a otras entidades. En diferentes culturas y tradiciones, las prosternaciones se utilizan igualmente para mostrar respeto a los gobernantes, a las autoridades civiles o a los superiores, como en el koutou chino o en la  proskynesis de la Antigua Persia. 
El gesto, a menudo, ha formado parte de una parte importante de determinados rituales y ceremonias religiosas, civiles y tradicionales, y aún hoy, se sigue utilizando en muchas culturas.

## Etimología
Prosternar viene del latín prosternere, palabra formada con pro, "delante" y sternere, "extender o expandir".

## Religión
- En la religión católica, la prosternación se utiliza para la imposición de las órdenes.
- En el islam, la prosternación forma parte de la oración ritual. A cada oración le corresponde un número dado de prosternaciones.
- En el budismo, la prosternación es una manera de mostrar veneración por las Tres Joyas del budismo que son Buda, la enseñanza del Dharma y su congregación, el Sangha. La prosternación (también llamada "pequeña prosternación") se practica delante de los lamas, estatuas o tumbas. Es más comúnmente denominada Adoración con la parte superior de la cabeza o el Jet de los cinco miembros a tierra en referencia al hecho de que las dos piernas, los dos brazos y la frente tocan la tierra. En ciertas ceremonias, los fieles realizan sesiones de tres prosternaciones, y luego suben de nuevo haciendo el gesto varias veces. Esta tradición es llamada de tres genuflexiones seguidas de nueve inclinaciones de cabeza. Determinados peregrinos budistas, durante su larga peregrinación hacen una prosternación, las manos entrelazadas sobre la cabeza, los tres pasos (llamada también "gran prosternación").